# Wadim Podbielski
Wadim Nikołajewicz Podbielski (ros. Вади́м Никола́евич Подбе́льский, ur. w listopadzie 1887 w obwodzie jakuckim, zm. 25 lutego 1920 w Moskwie) – ludowy komisarz poczt i telegrafów RFSRR (1918-1920).
Od 1905 członek SDPRR, bolszewik, od 1906 do lipca 1907 przebywał na emigracji we Francji, po powrocie do Rosji aresztowany i zwolniony. W 1908 ponownie aresztowany, skazany na 3 lata zesłania do Kadnikowa i Jareńska (gubernia wołogodzka), 1911 zwolniony, członek moskiewskiego związku rolniczego, a 1916-1917 redakcji gazety „Russkoje Słowo” w Moskwie. Od marca 1917 członek Rady Moskiewskiej, od listopada 1917 do marca 1918 komisarz poczt i telegrafów Moskwy, od 11 kwietnia 1918 do śmierci ludowy komisarz poczt i telegrafów RFSRR.
Pochowany na Cmentarzu przy Murze Kremlowskim.